# 伊萨克·列维坦
伊萨克·伊里奇·列维坦 （俄语：Исаак Ильич Левитан，1860年8月30日—1900年7月22日） ，俄罗斯著名风景画家。
列维坦出生于立陶宛的一个犹太人家庭，祖父是一位犹太教拉比，父亲会德语和法语，是一家法国公司的翻译。1870年全家移居莫斯科。1873年列维坦进入“莫斯科绘画雕塑建筑学院”学习，很快表现出对风景画的兴趣，不到一年就转入风景画班，师从著名的风景画家阿列克谢·孔德拉季耶维奇·萨伏拉索夫，并获得画笔和颜料的奖励。
1875年他母亲去世，1877年他父亲去世，但由于他表现出的天才，获得学校的奖学金得以完成学业。1877年他的作品首次展出并获得广泛好评。1879年，因为受当时沙皇俄国从大城市驱逐犹太人政策的影响，被迫移居到莫斯科郊区，但由于艺术界对当局施加压力，列维坦当年就得以迁回莫斯科。1890年他的作品即被著名的艺术品收藏家特列季亚科夫购买。
1884年，列维坦加入巡回展览画派的活动，1891年成为正式成员，并和著名作家契诃夫成为终生的好朋友，其间有一段时间因为契诃夫的作品中以他为模特而断交，但后来又言归于好，有舆论认为列维坦曾经爱上契诃夫的妹妹。
从1880年开始，他和契诃夫兄弟一起为图画杂志《莫斯科》工作，绘制插图，还曾为歌剧设计过布景。
列维坦被大自然的美所深深吸引，他一生遗留下有数千件作品，但基本没有描绘城市的，他一生没有娶妻成立家庭，沉迷在大自然的美中。他在临死病重中的最后一件作品，还是充满阳光和平静。
1897年列维坦被选为皇家美术院成员，1898年被任命为风景画分会主席。1900年在克里米亚去世，先葬在犹太人公墓，1940年迁葬到诺沃德维奇公墓，和契诃夫葬在一起。

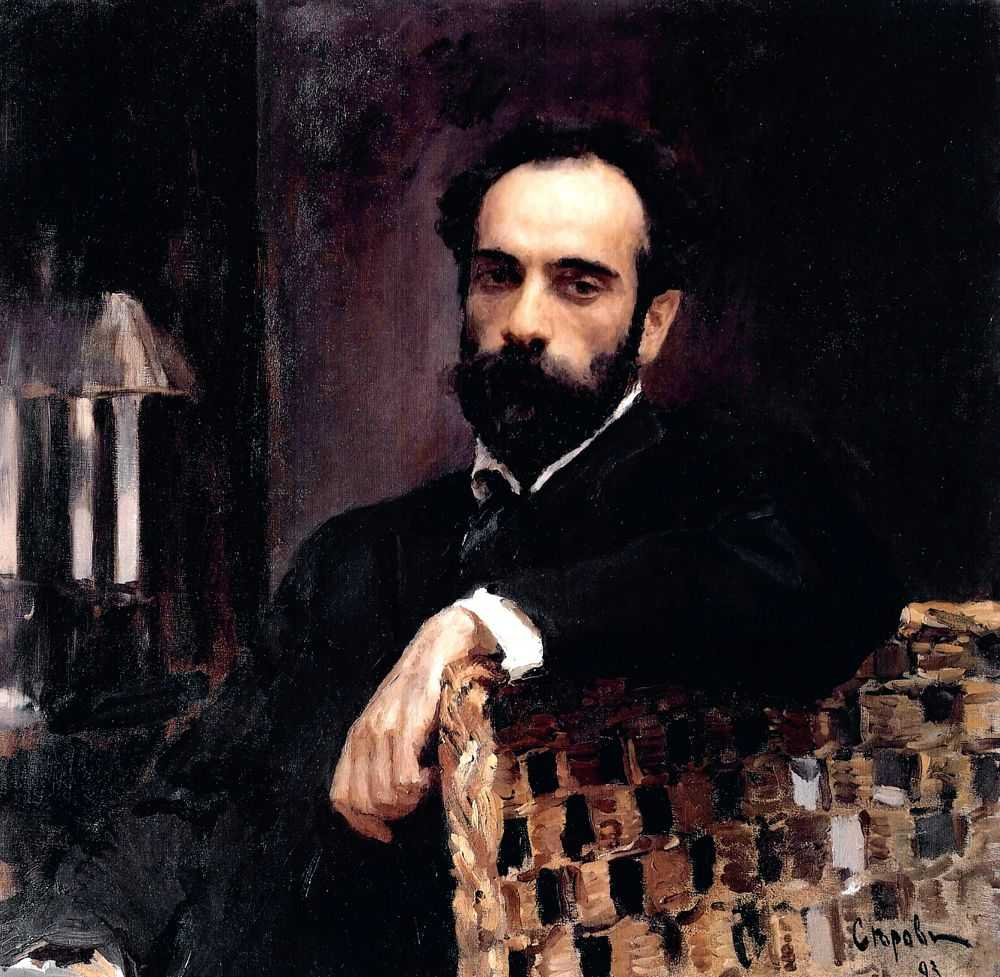
谢罗夫画的列维坦肖像
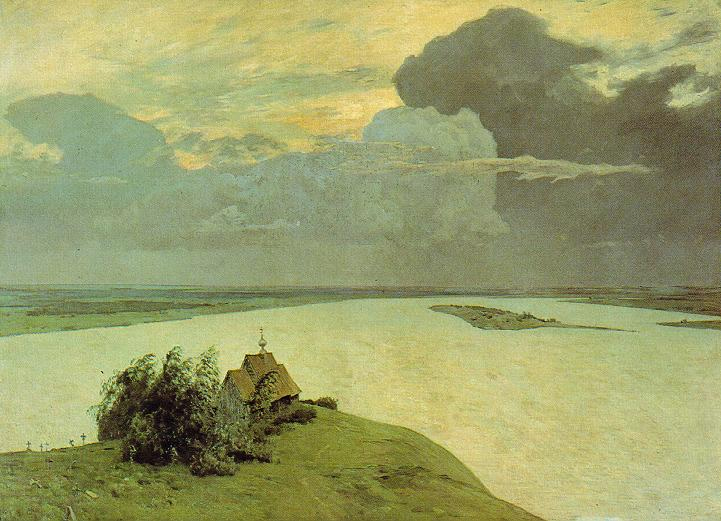
永恒的宁静之上
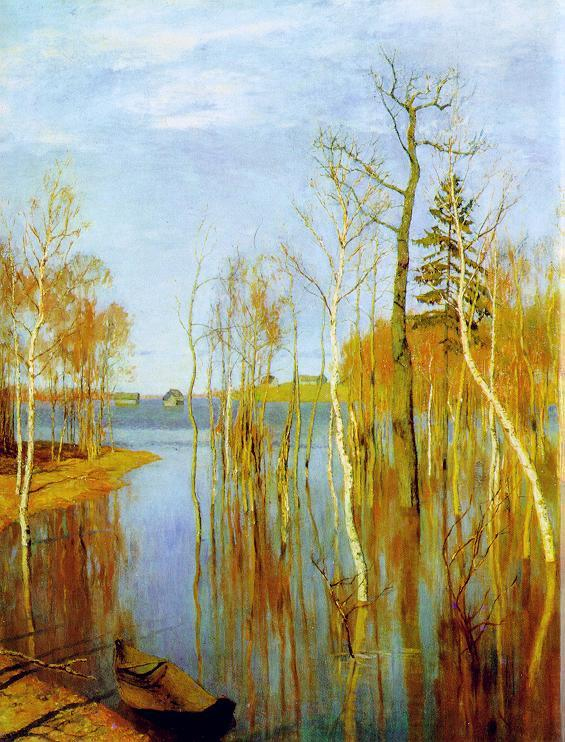
春潮
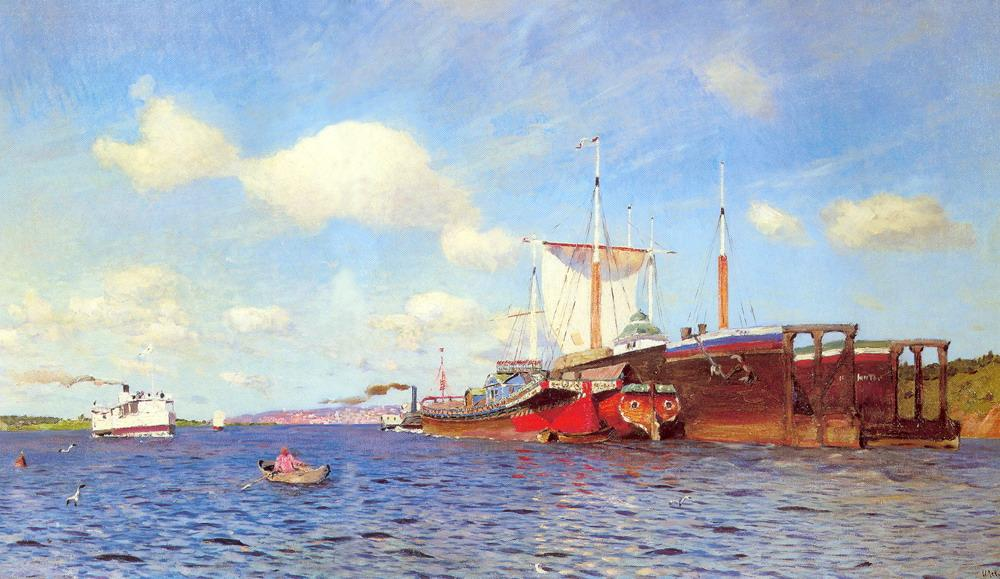
伏尔加河上的清风